# Calymmodon hyalinus
Calymmodon hyalinus är en stensöteväxtart som beskrevs av Edwin Bingham Copeland. Calymmodon hyalinus ingår i släktet Calymmodon och familjen Polypodiaceae. Inga underarter finns listade.